# Sigfrid Stenberg
Sigfrid "Sigge" Stenberg, född 1876, död 1935, var initiativtagare till AIK Fotboll, som togs upp på AIK:s program 1896. Stenberg var kassör i AIK 1896 och AIK:s ordförande 1897-1901. Han var även initiativtagare till Stockholms idrottsförbund 1898.